# Tuiuti (Paraguai)
Tuiuti (em castelhano:  Tuyutí, do guarani "lama branca") é um pântano no extremo sudoeste do Paraguai. Tornou-se conhecido devido à importante batalha ocorrida durante a Guerra da Tríplice Aliança, tendo o o Exército dos Aliados acampado no Tuiuti por dois anos. A Batalha de Tuiuti em 1866 foi a maior batalha já ocorrida na América do Sul e o dia mais sangrento na história das Américas. A Segunda Batalha de Tuiuti, de menor dimensão, também foi travada na região.
O solo é arenoso, cercado por terreno alagado, com rochas de mais de dois metros de altura. A terra onde o acampamento foi levantado era uma pequena área de 4 por 2.4 km, sem espaço para manobra.
Ao sul está o esteiro Bellaco e, a oeste, o lago Piris. É ligado à cidade paraguaia de Curupayty, onde um potreiro se estende por 1.5 km. Ao norte encontra-se o esteiro Rojas e a lagoa Tuiuti, e ao leste uma extensa região pantanosa.